# 윤용현
윤용현(1968년 7월 1일 ~ )은 대한민국의 배우이다.
대표작으로는 드라마 《왕초》, 《야인시대》, 《대조영》, 《자이언트》, 《기황후》 등이 있다.
1988년 연극배우 첫 데뷔하였고 이듬해 1989년 뮤지컬 배우 데뷔하였으며 1992년 SBS 서울방송 드라마에 첫 출연하였고 이듬해 1993년 영화 《그 여자, 그 남자》의 단역으로 영화배우 데뷔하였으며 1년 후 1994년 영화 《커피, 카피, 코피》에 단역 출연하였고 같은 해 1994년 MBC 문화방송 23기 공채 탤런트로 정식 데뷔하였다.
2007년 3월 1일 피아노 연주자 박수진과 결혼하여 그녀와의 사이에 슬하 1남 1녀가 있다.
연극배우 활약 초중기 시절이던 1990년대 중반에 연극 활동을 같이 한 배우로는 윤다훈, 김동석, 최준용, 정은표, 김병춘, 엄효섭, 성동일, 조승연 등이 있다.
연기활동을 접고 육가공사업을 하고 있다.

## 출연작

### 연극
- 1988년 : 《햄릿》 ... 오즈리크 역(단역)

### 뮤지컬
- 1989년 : 《아가씨와 건달들》 ... 빅 줄 역(남자 조연)

### 드라마
- 1994년 : MBC 미니시리즈 《아들의 여자》
- 1995년 : MBC 주말연속극 《사랑과 결혼》
- 1995년 : MBC 특별기획 주말드라마 《전쟁과 사랑》
- 1995년 : MBC 납량특집드라마 《거미》
- 1995년 : MBC 창사34주년특별기획드라마 《찬품단자》
- 1995년 : MBC 주말연속극 《아파트》
- 1996년 : MBC 월화미니시리즈 《그들의 포옹》
- 1997년 : MBC 청춘시트콤 《남자 셋 여자 셋》
- 1998년 : SBS 드라마스페셜 《홍길동》 ... 홍길동 암살하려던 자객 역
- 1998년 : SBS 주간시트콤 《LA아리랑》
- 1998년 : MBC 미니시리즈 《내일을 향해 쏴라》
- 1998년 : MBC 《전원일기》845회 사료중개업소 매니져 역
- 1999년 : KBS2 월화드라마 《우리는 길 잃은 작은 새를 보았다》
- 1999년 : MBC 특별기획드라마 《왕초》 ... 도끼 정도식 역
- 1999년 : MBC 주말연속극 《사랑해 당신을》
- 1999년 : KBS2 어린이드라마 《누룽지 선생과 감자 일곱 개》 ... 지봉달 역
- 2000년 : MBC 월요시트콤 《세 친구》 ... 경찰서 경관 역
- 2000년 : MBC 일일연속극 《당신 때문에》
- 2000년 : MBC 주말연속극 《사랑은 아무나 하나》
- 2000년 : SBS 월화드라마 《도둑의 딸》
- 2000년 : KBS2 미니시리즈 《성난 얼굴로 돌아보라》 ... 한상태 역
- 2001년 : MBC 미니시리즈 《호텔리어》 ... 정 실장 역
- 2001년 : KBS1 TV소설 《새엄마》 ... 박문길 역
- 2001년 : KBS2 주말연속극 《동양극장》 ... 긴따로 역
- 2001년 : MBC 월요시트콤 《연인들》 ... 커피숍에서 한의사 김국진을 몰아세우는 건달 윤용현 역으로 카메오 단역
- 2002년 : KBS2 특별기획드라마 《태양인 이제마》 ... 장봉수 역
- 2002년 : SBS 대하드라마 《야인시대》 ... 신영균 역
- 2002년 : KBS2 단막극 《드라마시티 - 홍시》 ... 석우 역
- 2003년 : KBS2 설날특집극 《달중씨의 신데렐라》 ... 강창배 역
- 2003년 : KBS2 주말연속극 《보디가드》 ... 유성 역
- 2004년 : KBS2 월화미니시리즈 《북경 내 사랑》 ... 길수 역
- 2004년 : SBS 대하드라마 《장길산》 ... 이학선 역
- 2004~2005년 : MBC 일요아침드라마 《단팥빵》 ... 관하의 수하 역 (우정출연)
- 2004년 : MBC 특별기획드라마 《영웅시대》 ... 양 부장 역
- 2004년 : KBS1 대하드라마 《불멸의 이순신》 ... 우을기내 역
- 2004년 : SBS 특별기획 《매직》 ... 강치성 역
- 2004년 : KBS2 수목미니시리즈 《두번째 프러포즈》
- 2005년 : KBS2 월화미니시리즈 《쾌걸 춘향》 ... 대박기획 사장 역
- 2005년 : MBC 특별기획 주말드라마 《제5공화국》 ... 신동기 역
- 2006년 : MBC 수목미니시리즈 《어느 멋진 날》 ... 2회 택시 기사 역(게스트)
- 2006년 : SBS 특별기획 《사랑과 야망》
- 2006년 : MBC 창사45주년특별기획드라마 《주몽》 ... 부위염 역
- 2006년 : KBS1 대하드라마 《대조영》 ... 글필사문/ 계필사문 역
- 2008년 : MBC 일일시트콤 《코끼리》 ... 독사 선생님 역
- 2008년 : KBS2 월화드라마 《최강칠우》 ... 이태술 역(특별출연)
- 2009년 : KBS2 대하드라마 《천추태후》 ... 야율적로[1] 역
- 2009년 : KBS2 납량특집드라마 《전설의 고향》〈가면귀〉 ... 용이 역
- 2010년 : MBC 월화미니시리즈 《파스타》 ... 광태 역
- 2010년 : SBS 창사10주년 특별기획드라마 《자이언트》 ... 고재춘 역
- 2011년 : MBC 특별기획드라마 《짝패》 ... 춘보 역
- 2012년 : SBS 드라마스페셜 《샐러리맨 초한지》 ... 번쾌 역
- 2012년 : MBN 미니시리즈 《사랑도 돈이 되나요》 ... 사채업자 안손희 역
- 2012년 : MBC 대장경 천년특별기획드라마 《무신》 ... 이연년 역
- 2013년 : SBS 월화드라마 《야왕》 ... 박 부장 역
- 2013년 : KBS2 일일시트콤 《일말의 순정》 ... 신영균 역
- 2013년 : SBS 주말특별기획 《돈의 화신》 ... 김팔도 역
- 2013년 : MBC 창사52주년 특별기획드라마 《기황후》 ... 점박이 역
- 2014년 : JTBC 월화드라마 《유나의 거리》 ... 밴댕이 역
- 2014년 : OCN 일요드라마 《리셋》
- 2014년 : MBC 주말특별기획드라마 《전설의 마녀》 ... 동네 깡패 역
- 2015년 : SBS 주말특별기획 《이혼변호사는 연애중》 ... 간동재 역 (특별출연)
- 2015년 : SBS 월화드라마 《미세스 캅》 ... 마빡 / 마태수 역
- 2015년 : MBC every1 목요드라마 《연금술사》 ... 특별출연
- 2016년 : SBS 주말특별기획 《미세스 캅 2》 ... 마빡 / 마태수 역
- 2016년 : MBC 창사55주년 특별기획드라마 《옥중화》 ... 정만호 역
- 2017년 : SBS 월화드라마 《피고인》 ... 방장 역
- 2017년 : MBC 주말 특별기획드라마 《도둑놈, 도둑님》 ... 이철호 역
- 2017년 : SBS 드라마스페셜 《당신이 잠든 사이에》 ... 박대영 역
- 2018년 : SBS 드라마스페셜 《리턴》
- 2018년 : SBS 드라마스페셜 《황후의 품격》 ... 표 부장 역
- 2019년 : tvN 월화드라마 《위대한 쇼》

### 영화
- 1993년 : 《그 여자, 그 남자》 ... 기자 1 역
- 1994년 : 《커피 카피 코피》 ... 윤 대리 역
- 2000년 : 《싸이렌》 ... 박경진 역
- 2001년 : 《7인의 새벽》 ... 라이트광 역
- 2012년 : 《네모난원》 ... 림성철 역

### 방송 출연
- 2009~2014년 : SBS 《스타 부부쇼 자기야》
- 2009년 : SBS 《도전 1000곡》 - 461회 (게스트)
- 2011년 : SBS 《도전 1000곡》 - 554회 (게스트) 자이언트 출연자 3인방과 함께 출연
- 2013년 : SBS 《도전 1000곡》 - 625회 (게스트)

## 수상 및 경력
- 2006년 4월 ~ : 연예인 히말라야 아일랜드 피크 원정대 대원
- 2010년 : 문화체육인 환경 지킴이단 환경 홍보대사
- 2012년 : 제1회 에이판 스타 어워즈 베스트악역상